# Lidia Korsakówna
 (août 2024).
Lidia Korsakówna, née le 17 janvier 1934 à Baranowicze, en Pologne, et est décédée le 6 août 2013 à Konstancin-Jeziorna. Elle est une actrice polonaise de théâtre et de cinéma.

## Biographie
Lidia Korsakówna est née en Pologne. Après la Seconde Guerre mondiale, elle s'est installée avec ses parents à Wałbrzych. Dans les années 1950, elle se produit dans l'ensemble national de chant et de danse Mazowsze (avec Irena Santor, entre autres). Dans les années 1953-1954, elle se produit au Théâtre satirique de Katowice, à partir de 1955, elle est affiliée à l'ensemble théâtral Syrena de Varsovie. En 1960, elle passe un examen d'actrice. Elle a pris sa retraite en 1987.
Le 16 juin 2011, le Conseil de la capitale de Varsovie a décerné à l'actrice le titre de citoyenne d'honneur de Varsovie.
Depuis 1963, son mari était l'acteur Kazimierz Brusikiewicz (1926-1989), leur fille est l'actrice Lucyna Brusikiewicz,.
Lidia Korsakówna est décédée à la Maison des artistes vétérans des scènes polonaises à Skolimowo, où elle a vécu les deux dernières années de sa vie. Le 12 août 2013, l'actrice a été enterrée dans la tombe familiale du cimetière militaire de Powązki (section K-2-55).

## Filmographie

### Films
- 1953 : Przygoda na Mariensztacie : Hanka Ruczajówna
- 1954 : Kariera : Teresa, la fille des Rosiaki
- 1956 : Nikodem Dyzma : Prostituée dans un restaurant
- 1959 : Jons i Erdme
- 1961 : Wyrok : Zofia Celarska, la mère d'Adaś
- 1962 : Piegowaty dzień
- 1962 : Mój stary : Propriétaire de la chienne Miki
- 1962 : Spóźnieni przechodnie : Sally "Paryż 1945"
- 1962 : Zerwany most : Wiera, membre d'une unité UPA
- 1962 : Klub kawalerów : Jadwiga
- 1964 : Zakochani są między nami : Chanteuse Lidka
- 1965 : Sam pośród miasta : Femme dans une cabine téléphonique
- 1972 : Podróż za jeden uśmiech : La dame du camping
- 1974 : Ziemia obiecana : Veuve d'un ouvrier de l'usine de Bucholc
- 1974 : Zaczarowane podwórko : La mère de Jadzia et Buba
- 1975 : Dom moich synów : Krystyna, femme de Wiktor
- 1977 : Akcja pod Arsenałem : Zdzisława Bytnarowa, mère de "Rudy"
- 1977 : Nie zaznasz spokoju : Maliniakowa
- 1980 : Ciosy de Gerard Zalewski : Teresa Przewłocka, veuve de Stefan
- 1981 : Stacja : La femme du docteur
- 1981 : Filip z konopi : Madame Basia, la secrétaire du professeur
- 1981 : Rdza : Helena Szeroczyńska
- 1985 : Menedżer : Imogena Jakubiec, la mère de Rafał Zwoliński
- 1985 : Dziewczęta z Nowolipek : Mossakowska, la mère de Bronka
- 1986 : Mewy (fragmenty życiorysu) : Franciszka Kowalska "Ciotka", la tutrice de Zosia
- 1986 : Pogrzeb lwa : Prostituée Zosia
- 1988 : Desperacja : Femme gitane
- 1989 : Gorzka miłość : La tante d'Hanna
- 2010 : Jutro mnie tu nie będzie : La grand-mère de Marta

### Séries télévisées
- 1972 : Podróż za jeden uśmiech : Pani z campingu (épisode 5.)
- 1973 : Stawiam na Tolka Banana : Matka "Cegiełki" (épisodes 1. et 4.)
- 1975 : Ziemia obiecana : Wdowa po robotniku fabryki Bucholca
- 1977 : Znak Orła : Herboriste
- 1980 : Królowa Bona : Marina
- 1981 : Białe tango : Żona dyrektora PGR-u
- 1989 : Gorzka miłość : Ciotka Hanny

## Distinctions
- Croix d'Or du Mérite (1970)
- Prix individuel aux 16e Rencontres théâtrales de Kalisz (pl) pour son rôle dans la pièce Gdy rozum śpi (1976)
- Croix d'Officier d'Ordre Polonia Restituta (1979)
- Prix „Zasłużony Działacz Kultury” (pl) (1984)
- Médaille du 40ème anniversaire de la République populaire de Pologne (1985)
- Prix RSW pour le haut niveau des programmes artistiques présentés dans les clubs RSW (1986)
- Médaille d'argent du Mérite culturel polonais Gloria Artis (2011)